# Leitenhausen (Langquaid)
Leitenhausen ist ein Ortsteil des Marktes Langquaid im niederbayerischen Landkreis Kelheim. 

## Lage
Das Kirchdorf Leitenhausen liegt in der Hallertau an der Großen Laber etwa zwei Kilometer südwestlich von Langquaid.

## Geschichte
Funde aus der Zeit der Linearbandkeramik verweisen auf die frühe Besiedelung der Gegend. Die Kirche von Leitenhausen wurde bereits im 13. Jahrhundert erbaut. Die 1818 mit dem bayerischen Gemeindeedikt begründete Gemeinde Leitenhausen mit den Orten Leitenhausen, Bärnpoint, Günzenhofen, Hagenach, Kitzenhofen und Schicka gehörte anfangs zum Landgericht Pfaffenberg, das 1840 in Gericht Mallersdorf umbenannt wurde. Mit Bildung der Bezirksämter 1862 gelangte sie zum Bezirksamt Rottenburg, aus dem 1939 der Landkreis Rottenburg an der Laaber hervorging. Die Gemeinde Leitenhausen hatte 1964 ein Gebiet von 689,22 Hektar. Am 1. Januar 1978 wurde die Gemeinde Leitenhausen im Zuge der Gebietsreform in Bayern in den Markt Langquaid eingegliedert.
Das Dorf besteht vorwiegend aus Privathäusern und einigen Bauernhöfen, die das Land im Umkreis bewirtschaften.

## Sehenswürdigkeiten
- Filialkirche St. Agatha. Die Chorturmanlage des 13. Jahrhunderts wurde im 18. Jahrhundert einschließlich des Turmes barockisiert.
- Kapelle St. Koloman. Die etwas nordwestlich von Leitenhausen auf einer Anhöhe über dem Tal der Großen Laber gelegene Wallfahrtskapelle wurde im frühen 17. Jahrhundert erbaut und im 18. Jahrhundert umgestaltet.[3]

## Vereine
- Freiwillige Feuerwehr Leitenhausen. Sie wurde 1876 gegründet.
- Kriegerverein Leitenhausen